# Phillip Allen Sharp
Phillip Allen Sharp (Falmouth, 6 de junio de 1944) es un químico y profesor estadounidense, ganador Premio Nobel de Fisiología o Medicina en 1993.

## Vida
Nacido en el 6 de junio de 1944 en Falmouth Kentucky, Estados Unidos. Estudió química en la Universidad de Illinois, en la que también obtuvo el doctorado. Comenzó a trabajar en el Instituto de Tecnología de Massachusetts, en donde ha realizado todas sus investigaciones. Desde 1991 dirige el Departamento de Biología de dicho instituto.
Junto con el también galardonado con el premio Nobel, Richard J. Roberts estudiaron la estructura del ADN. Denominaron intrones a los fragmentos innecesarios de ADN y exones a los fragmentos que cumplían una función en el ensamblaje del ADN, aceptándose que la secuencia discontinua del material genético es un hecho frecuente en el ser humano.
Ambos recibieron el Premio Nobel de Fisiología o Medicina en 1993.
Sharp es miembro de la American Academy of Arts and Sciences desde 1983.